# Чирисан (гора)
Чириса́н (кор. 지리산, 智異山, Jirisan, Chirisan) — самая высокая гора в южной (материковой) части Республики Корея (1915 м над уровнем моря), высшая точка Восточно-Корейских гор.

## Наименование
Помимо общепринятого названия «Чирисан», существует также название «Турюсан» (кор. 두류산).

## Характеристика
Гора Чирисан является второй по высоте в Южной Корее после горы Халласан на острове Чеджудо (1947 метров). Она входит в состав горного массива Чирисан, который, в свою очередь, является южной оконечностью горного хребта Собэк (кор. 소백산맥?, (小白山脈)?).
На Чирисане есть несколько десятков вершин, самая высокая из которых — пик Чхонванбон (천왕봉, 天王峰; дословно «вершина небесного короля» или «вершина королевских небес») (1915 м). Ещё один из самых популярнейших пиков — Самсинбон (кор. 삼신봉; «бон» означает «вершина») (1284 м). Также вершины Ногодан и Панябон.
На горе находятся 7 буддийских храмов, являющихся архитектурными памятниками.

## Природа
29 декабря 1967 года горе Чирисан был присвоен статус национального парка. Общая площадь парка Чирисан составляет около 44 тыс. га), он расположен в трёх провинциях Южной Кореи: Чолла-Намдо, Чолла-Пукто и Кёнсан-Намдо (основная часть расположена в провинции Кёнсан-Намдо).
До высоты 1400 м — лиственные (из дуба, ясеня) и смешанные леса, выше — хвойные леса из ели, сосны, лиственницы.
Регион является домом для более 800 видов растений и животных: на её склонах обитают кабарга и горал, растёт азалия.

## В культуре
Ли Инно (1152—1220) написал поэтическое эссе «Долина журавлей в горах Чирисан», некоторые литературоведы считают это произведение программным для «литературы бамбуковых рощ»: отвергая социальную жизнь, автор обращается к миру природы, идеализируя её.
Существовала легенда, что на стене монастыря Сангеса в горах Чирисан вырезал иероглифы сам Чхве Чхивон.